# Karmutzen Mountain
Karmutzen Mountain är ett berg i Kanada.   Det ligger i provinsen British Columbia, i den sydvästra delen av landet, 3 800 km väster om huvudstaden Ottawa. Toppen på Karmutzen Mountain är 1 433 meter över havet, eller 725 meter över den omgivande terrängen. Bredden vid basen är 22,7 km.
Terrängen runt Karmutzen Mountain är bergig åt nordost, men åt sydväst är den kuperad. Trakten runt Karmutzen Mountain är nära nog obefolkad, med mindre än två invånare per kvadratkilometer.. 
I omgivningarna runt Karmutzen Mountain växer i huvudsak barrskog.